# Grand Monster Slam
Grand Monster Slam è un videogioco pubblicato nel 1989 per Amiga, Atari ST, Commodore 64 e DOS. Rappresenta una fantasiosa competizione sportiva in un pianeta remoto popolato da mostri di ogni tipo e da alieni intelligenti.

## Modalità di gioco
Il gioco ha luogo su di un campo erboso rettangolare, sul quale due avversari si trovano alle estremità. La visuale è fissa e in prospettiva tridimensionale, con la metà campo del personaggio controllato dal giocatore, un nano con elmo cornuto, rivolta verso la parte bassa dello schermo.
Ognuno ha posizionata davanti a sé una fila di sei sfere marroni - esseri viventi pelosi chiamati belom - da lanciare con potenti calci dalla parte opposta.
Obiettivo del gioco è far sì che tutte le palle presenti dalla parte del giocatore vengano scagliate da quella dell'avversario. Tecnica per batterlo sul tempo è costituita dal colpire l'avversario con un belom, in modo da farlo ruzzolare per terra, lasciandolo stordito per alcuni secondi.
I due avversari possono muoversi a destra e sinistra lungo la rispettiva linea di fondo campo e calciare i belom, controllando la direzione e la potenza di ciascun calcio.
I belom calciati dall'altra parte vanno da soli a disporsi lungo la linea di fondo per essere calciati di nuovo.
Se un belom viene calciato addosso alle tribune degli spettatori, disposte lungo i due lati lunghi del campo, si subisce una penalità: una specie di calcio di rigore, con un Pelvan (una sorta di anatra) come palla, che se non viene parato costa il passaggio di tre belom dalla parte del penalizzato.
Il giocatore partecipa a un torneo a eliminazione diretta, contro altri sette avversari di ogni razza, ciascuno con differenti caratteristiche, ad esempio stupidi ma con tiro potente oppure lenti ma con tiro preciso.
Tra un incontro e l'altro bisogna affrontare un livello bonus in cui, da soli e con visuale dall'alto, bisogna respingere per più tempo possibile un assalto di belom che arrivano da tutti i lati.
Se si arriva a vincere la finale si passa a una categoria superiore, ma prima bisogna battere un altro livello speciale, sul solito campo, ma con lo scopo di calciare i belom dentro le bocche di una serie di Faulton, altre creature tondeggianti ma più grosse e piazzate sopra delle colonnine a diverse altezze.
Nella seconda categoria compaiono delle pareti in mezzo al campo di gioco. Nella terza e ultima categoria si devono affrontare tre campioni dotati di abilità magiche.